# O Hobbit
The Hobbit, or There and Back Again (publicado em Portugal como O Gnomo ou O Hobbit e, no Brasil, como O Hobbit ou Lá e de Volta Outra Vez ou simplesmente O Hobbit) é um livro infantojuvenil de alta fantasia escrito pelo filólogo e professor britânico J. R. R. Tolkien. Publicado originalmente em 21 de setembro de 1937, foi aclamado pela crítica, sendo nomeado à Medalha Carnegie e recebendo um prêmio do jornal norte-americano New York Herald Tribune de melhor ficção juvenil. O romance se mantém popular com o passar dos anos e é reconhecido como um clássico da literatura infantil, tendo vendido mais de 190 milhões de cópias.
Situado em um tempo "Entre o Alvorecer das Fadas e o Domínio dos Homens", o livro segue a busca do hobbit caseiro Bilbo Bolseiro para conquistar uma parte do tesouro guardado pelo dragão Smaug. A jornada de Bilbo o leva de um ambiente rural alegre a um território mais sinistro. A história é contada na forma de uma busca episódica, e a maioria dos capítulos apresenta uma criatura específica, ou um tipo de criatura, das "Terras Ermas" de Tolkien. Ao aceitar o lado desonroso, romântico, feérico e aventureiro de sua natureza e aplicar sua inteligência e senso comum, Bilbo ganha um novo nível de competência, maturidade e sabedoria. A história atinge o seu clímax na Batalha dos Cinco Exércitos, onde muitos dos personagens e criaturas dos capítulos anteriores reemergem para se envolver no conflito.
O crescimento pessoal e as diferentes formas de heroísmo são os temas centrais da história. Juntamente das causas que levam a uma guerra, esses temas levaram os críticos a citar as próprias experiências pessoais de Tolkien durante a Primeira Guerra Mundial como instrumentos na formação da história. O conhecimento acadêmico do autor sobre literatura anglo-saxônica e seu interesse em contos de fadas também são indicados como influências.
Encorajada pelo sucesso crítico e financeiro do livro, a editora pediu uma continuação. Como o trabalho de Tolkien em seu sucessor O Senhor dos Anéis estava evoluindo, o escritor fez algumas acomodações retrospectivas para ele em O Hobbit. Essas poucas porém significativas mudanças foram integradas à segunda edição. Seguiram-se outras edições com alterações menores, incluindo aquelas que refletem um conceito variável de Tolkien do mundo de Bilbo. A obra nunca esteve fora de catálogo, e seu legado permanente abrange muitas adaptações para teatro, cinema, rádio, jogos de tabuleiro e video games. Várias dessas adaptações têm recebido reconhecimento da crítica por seus próprios méritos.

## Personagens
Bilbo Bolseiro, o protagonista, é um hobbit respeitável, avesso a perigos e tudo o mais que interfira na vida mansa e farta de um hobbit que se preza. Muitas vezes durante a aventura, em especial nos momentos mais perigosos, Bilbo lamenta o conforto e a boa comida que deixou para trás. Essa natureza pacífica e levemente indolente fazem com que, até conseguir o anel mágico que o torna invisível, Bilbo seja tanto um peso quanto uma ajuda na busca dos anões, colocando seus companheiros em apuros para imediatamente tirá-los com a astúcia e a percepção dos detalhes também típicas dos hobbits. Gandalf é o feiticeiro andarilho que introduz Bilbo à companhia de treze anões cuja missão é narrada pelo livro. Durante a jornada, o feiticeiro desaparece em missões secundárias vagamente inusitadas, reaparecendo somente em momentos-chave da história. Thorin Escudo de Carvalho, o orgulhoso e pomposo chefe do grupo de anões e herdeiro do destruído reino sob a Montanha Solitária, comete muitos erros em sua liderança, tendo sempre Gandalf e Bilbo para tirá-lo dos perigos; contudo, ele sempre se mostra um guerreiro honrado e preocupado com seu povo. Smaug é um dragão que há muito tempo saqueou Erebor, o reino criado por Thror, pai de Thrain e avô de Thorin, e que desde então dorme sobre o vasto tesouro amealhado pelos anões.
A trama envolve uma série de outros personagens de importância variável, tais como: os doze outros anões da companhia; elfos tanto endiabrados quanto sérios; mulheres; trolls comedores de gente; gigantes de pedra; goblins que habitam as cavernas nas Montanhas Sombrias; aranhas gigantes que vivem em Mirkwood e são capazes de falar; águias imensas que fazem seus ninhos nas escarpas e também falam; lobos malignos, ou "wargs", que são aliados dos orcs; Elrond, o sábio; Gollum, uma estranha criatura que habita um lago subterrâneo; Beorn, um homem que pode assumir a forma de um urso; e Bard, um arqueiro triste, mas honrado que vive na Cidade do Lago.

## Enredo
Gandalf envolve Bilbo em uma festa para Thorin e seu grupo de anões, que cantam sobre recuperar a Montanha Solitária e seu vasto tesouro do dragão Smaug. Quando a música termina, Gandalf revela um mapa que mostra uma porta secreta na montanha e propõe que um estupefato Bilbo sirva como "ladrão" da expedição. Os anões ridicularizam tal ideia, mas o hobbit, indignado, junta-se a eles mesmo sem querer.
O grupo viaja rumo às terras selvagens, onde Bilbo e Gandalf salvam a companhia de um grupo de trolls. Este último os leva à Rivendell, onde Elrond revela os segredos do mapa que Thorin possui para a entrada secreta de Erebor. Passando por cima das Montanhas Sombrias, eles são capturados por goblins e conduzidos ao subterrâneo profundo. Embora Gandalf consiga resgatá-los, Bilbo acaba separado dos demais no momento da fuga. Perdido nos túneis dos goblins, ele se depara com um misterioso anel e, em seguida, encontra Gollum, que o envolve em um jogo de charadas. Como recompensa por resolver todos os enigmas propostos, Gollum lhe mostraria o caminho para fora dos túneis; mas, se Bilbo não conseguir decifrá-los, sua vida se perderá. Com a ajuda do anel — que lhe confere invisibilidade —, Bilbo escapa e reencontra os anões, melhorando sua reputação junto a eles. Os orcs e os wargs ainda os perseguem, mas o grupo é salvo por águias antes de descansar na casa de Beorn.
A companhia entra na floresta negra de Mirkwood sem Gandalf. Lá, Bilbo primeiro salva os anões de aranhas gigantes e, em seguida, das masmorras dos Elfos da Floresta. Aproximando-se da Montanha Solitária, os viajantes são bem-recebidos pelos habitantes humanos da Cidade do Lago, que esperam que os anões venham a cumprir as profecias sobre o fim de Smaug. A expedição vai até a Montanha Solitária e encontra a porta secreta; Bilbo observa o covil do dragão, roubando um copo grande e aprendendo sobre uma fraqueza na armadura de Smaug. O enfurecido dragão, deduzindo que a Cidade do Lago seja aliada do intruso, prepara-se para destruir aquele local. Um nobre tordo que ouviu o relato de Bilbo sobre a vulnerabilidade de Smaug reporta a informação a Bard, que mata o monstro.
Quando os anões tomam posse da montanha, Bilbo encontra a Pedra Arken, uma herança da dinastia de Thorin, e a rouba. Os Elfos da Floresta e os homens do lago cercam a montanha e exigem recompensas por sua ajuda, indenizações pela destruição da Cidade do Lago e a liquidação de antigos direitos sobre o tesouro. Thorin se recusa e, depois de ter convocado seus parentes das Montanhas de Ferro, reforça sua posição. Bilbo entrega a Pedra Arken aos homens, de forma que eles tenham algo de valor para negociarem com Thorin e evitarem uma guerra. Contudo, o anão é intransigente; ao saber do fato, ele expulsa o hobbit, e a batalha parece inevitável.
Gandalf reaparece para advertir a todos sobre um exército de orcs e wargs que se aproxima. Os anões, homens e elfos se unem, mas apenas com a chegada oportuna das águias e de Beorn alcançam a vitória no clímax da Batalha dos Cinco Exércitos. Thorin é ferido mortalmente e reconcilia-se com Bilbo antes de falecer. Bilbo aceita apenas uma pequena parcela de sua respectiva parte do tesouro, sem querer ou mesmo precisar de mais; de qualquer forma, ele ainda retorna para casa como um hobbit muito rico.

## Conceito e criação

### Antecedentes
No início dos anos 1930, Tolkien buscava uma carreira acadêmica na Universidade de Oxford como Professor titular da cátedra Rawlinson e Bosworth de anglo-saxão, com uma associação à Pembroke College. Ele teve dois poemas publicados em pequenas coleções: Goblin Feet e The Cat and the Fiddle: A Nursery Rhyme Undone and its Scandalous Secret Unlocked, uma reformulação da canção de ninar Hey Diddle Diddle.
Seus esforços criativos neste momento também incluíram uma coleção de cartas intituladas The Father Christmas Letters para os seus filhos — manuscritos ilustrados que contaram com gnomos e duendes guerreando, e um atencioso urso polar — juntamente com a criação de idiomas élficos e uma mitologia, que tinha vindo a desenvolver desde 1917. Todas essas obras foram publicadas postumamente.
Em uma carta que enviou ao escritor norte-americano W. H. Auden em 1955, Tolkien recorda que começou a trabalhar em O Hobbit na década de 1930, quando ele estava marcando papéis de Certificados Escolares. Ele encontrou uma página em branco. Subitamente inspirado, escreveu as palavras: "Num buraco no chão vivia um hobbit". Ao final de 1932 ele havia terminado a história e depois emprestou o manuscrito para vários amigos, incluindo o escritor C.S. Lewis e uma estudante sua chamada Elaine Griffiths. Em 1936, quando Griffiths foi visitada em Oxford por Susan Dagnall, que era membro da equipe da editora George Allen & Unwin, é tanto relatado que ela tenha emprestado o livro a Dagnall quanto que ela tenha sugerido que Dagnall o pegasse emprestado de Tolkien. Em todo caso, Dagnall ficou impressionada com ele, e mostrou o livro para Stanley Unwin, que então pediu ao seu filho Rayner, de dez anos de idade, para analisá-lo. Os comentários favoráveis de Rayner resultaram na decisão da Allen & Unwin de publicar o livro de Tolkien.

### Publicação

Capa da primeira edição britânica feita a partir de um desenho de Tolkien.

A editora britânica George Allen & Unwin Ltd., sediada em Londres, publicou a primeira edição de O Hobbit em 21 de setembro de 1937 com uma tiragem de 1 500 exemplares — que se esgotou em dezembro por causa de críticas entusiastas e da ampla divulgação boca-a-boca por parte dos leitores Esta primeira impressão foi ilustrada em preto e branco pelo próprio Tolkien, que desenhou a sobrecapa também. Na época, a editora americana Houghton Mifflin, sediada tanto em Boston como em Nova York, redefiniu o tipo para uma edição americana, a ser lançada no início de 1938, em que quatro das ilustrações seriam gravuras coloridas. Allen & Unwin decidiu incorporar as ilustrações coloridas em sua segunda edição, lançada no final de 1937.
Apesar da popularidade do livro, o racionamento de papel provocado pelas condições da Guerra não terminou até 1949, e isto significou que a obra esteve muitas vezes indisponível para compra durante este período. Edições posteriores em inglês foram publicadas em 1951, 1966, 1978 e 1995. O romance foi reeditado com frequência por muitos editores.

### Revisões
Em dezembro de 1937, o editor de O Hobbit Stanley Unwin pediu a Tolkien uma sequência para a obra. Em resposta, Tolkien forneceu-lhe os rascunhos de O Silmarillion, mas os editores os rejeitaram, acreditando que o público queria "mais sobre hobbits". Tolkien posteriormente começou a trabalhar em The New Hobbit, que viria a ser O Senhor dos Anéis, um caminho que não só mudou o contexto da história original, mas que levou a mudanças substanciais para a personagem Gollum.
Na primeira edição de O Hobbit, Gollum voluntariamente aposta seu anel mágico sobre o resultado do jogo do enigma, e ele e Bilbo trataram-se amigavelmente. Na segunda edição, para refletir o novo conceito do Anel e sua habilidade de corromper, Tolkien fez Gollum mais agressivo em relação a Bilbo e perturbado com a perda do Anel. O encontro termina com a maldição de Gollum: "Ladrão! Ladrão, Bolseiro! Nós odeia ele, nós odeia ele, nós odeia ele para sempre!". Isto pressageia a descrição de Gollum em O Senhor dos Anéis.
Tolkien enviou esta versão reescrita do capítulo "Riddles in the Dark" para Unwin como um exemplo dos tipos de mudanças necessárias para pôr o livro em conformidade com O Senhor dos Anéis, mas não ouviu nada de volta durante anos. Quando ele enviou provas finais de uma nova edição, Tolkien ficou surpreso ao encontrar o texto da amostra incorporado ali. Em O Senhor dos Anéis, a versão original do jogo do enigma é explicada como uma "mentira", composta por Bilbo sob a influência nociva do Anel, enquanto que a versão revista contém o "verdadeiro" relato. O texto revisto tornou-se a segunda edição, publicada em 1951 tanto no Reino Unido quanto nos Estados Unidos.
Tolkien começou uma nova versão em 1960, tentando ajustar o tom de O Hobbit para a sua sequência. Ele abandonou a nova revisão no capítulo três após ter recebido críticas de que aquilo "simplesmente não era O Hobbit", o que implica que o livro havia perdido muito do seu tom alegre e ritmo rápido.
Depois que surgiu uma edição em brochura não autorizada de O Senhor dos Anéis pela editora Ace Books em 1965, as editoras Houghton Mifflin e Ballantine Books perguntaram a Tolkien se ele poderia atualizar o texto de O Hobbit para renovaram os direitos autorais dos Estados Unidos. Este texto tornou-se a terceira edição de 1966. Tolkien teve a oportunidade de alinhar a narrativa para ainda mais perto d' O Senhor dos Anéis e a evolução cosmológica de seu ainda inédito Quenta Silmarillion, tal como estava na época. Estas pequenas edições incluíam, por exemplo, a mudança na frase "elfos que agora são chamados de Gnomos" das primeira e segunda edições na página 63, para "Altos Elfos do Oeste, meus parentes" na terceira edição. Tolkien usou "gnomo" em sua escrita anterior para se referir à segunda família dos altos elfos — os Noldor (ou "elfos profundos") — pensando que "gnomo", derivado do grego gnosis (conhecimento), era um bom nome para os mais sábios dos elfos. No entanto, devido à sua denotação comum de "gnomo de jardim", derivada de Paracelso no século XVI, Tolkien abandonou o termo.

### Edições póstumas
Desde a morte do autor, duas edições de O Hobbit foram publicadas com comentários sobre a criação, correção e desenvolvimento do texto. Em The Annotated Hobbit, Douglas Anderson fornece todo o texto do livro publicado, juntamente com comentários e ilustrações. Os comentários de Anderson mostram muitas das fontes de Tolkien reunidas na preparação do texto, e narram em detalhes as mudanças feitas pelo escritor nas várias edições publicadas. Juntamente com as anotações, o texto é ilustrado por fotos de muitas das edições traduzidas, incluindo imagens da escritora finlandesa Tove Jansson. A edição também apresenta uma série de textos pouco conhecidos como a versão de 1923 do poema de Tolkien Iumonna Gold Galdre Bewunden. Michael DC Drout e Hilary Wynne observaram que o trabalho fornece uma base sólida para mais críticas.
Com The History of the Hobbit, publicado em duas partes em 2007, John Rateliff fornece o texto completo dos projetos mais antigos e intermediários do livro, ao lado de comentários que mostram relações com obras eruditas e criativas de Tolkien, tanto contemporâneas quanto posteriores. Além disso, Rateliff fornece a releitura abandonada de 1960 e ilustrações inéditas de Tolkien. O livro mantém os comentários de Rateliff separados do texto de Tolkien, permitindo que o leitor leia os rascunhos originais como a história prevista. Jason Fisher, escrevendo para Mythlore, afirma em sua análise que o trabalho é "um novo ponto de partida indispensável para o estudo de O Hobbit".

### Ilustração edesign
Correspondências de Tolkien e registros da editora mostram que o escritor esteve envolvido no design e ilustração do livro inteiro. Todos os elementos foram objeto de considerável agitação e correspondência mais por parte de Tolkien. Rayner Unwin, em seu livro de memórias editorial, comenta: "Em 1937 somente Tolkien escreveu vinte e seis cartas para George Allen & Unwin... detalhado, fluente, muitas vezes pungente, mas infinitamente educado e irritantemente preciso... eu duvido que qualquer autor hoje, por mais famoso, iria chamar tal atenção escrupulosa".

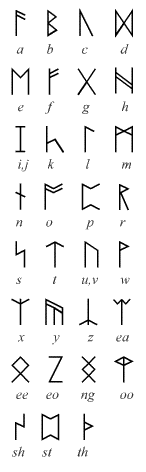
Runas e os equivalentes das letras em inglês que são atribuídas por Tolkien, utilizado em várias de suas ilustrações originais e designs para O Hobbit.

Até mesmo os mapas, dos quais Tolkien originalmente propôs cinco, foram considerados e debatidos. Ele desejou que o mapa de Thrór fosse  colocado na primeira menção no texto, com as letras-da-lua (runas anglo-saxônicas) no verso, para que pudessem ser vistas quando colocadas contra a luz. No final, o custo, bem como o sombreamento dos mapas, que seriam difíceis de reproduzir, resultou no projeto final de dois mapas como guardas do livro e os mapas de Thrór e das Terras Ermas impressas em preto e vermelho sobre um fundo de papel creme.
Originalmente, a Allen & Unwin planejou ilustrar o livro só com os mapas das guardas do romance, mas os primeiros esboços oferecidos por Tolkien agradaram os membros da editora de tal forma que estes optaram por incluí-los sem elevar o preço da obra, apesar do custo extra. Assim encorajado, Tolkien forneceu um segundo lote de ilustrações. A editora aceitou todas estas também, dando à primeira edição dez ilustrações em preto-e-branco, além dos dois mapas na guarda. As cenas ilustradas foram: A Colina: Vila dos Hobbits através da água; Os Trolls; A Trilha da Montanha; As Montanhas Sombrias, vista para o Oeste; O Salão de Beorn; A Floresta das Trevas; O Portão do Rei Élfico; Cidade do Lago; e O Portão Dianteiro. Todas exceto uma das ilustrações foram de uma página inteira, e uma — a ilustração da Floresta das Trevas — exigiu uma folha separada.
Satisfeitos com suas habilidades, os editores pediram a Tolkien para projetar uma sobrecapa. Este projeto também se tornou alvo de muitas interações e correspondências, com Tolkien sempre escrevendo o desprezo por sua própria habilidade para desenhar. A inscrição rúnica em torno das bordas da ilustração é uma transliteração fonética do Inglês, dando o título do livro e os detalhes de autor e editor. O projeto original da sobrecapa continha vários tons de cores diversas, mas Tolkien o redesenhou várias vezes usando menos cores de cada vez. O design final consistiu em quatro cores. Os editores, conscientes do custo, retiraram o vermelho do sol para acabar com as tintas preta, azul, verde e branca no estoque.
Os membros da produção da editora desenharam uma capa, mas Tolkien se opôs a vários elementos. Através de várias repetições, o projeto final acabou por ser na maior parte do autor. A lombada mostra runas anglo-saxônicas: dois "þ" (Thráin e Thrór) e um "D" ( de Door, equivalente a "Porta" em português). As capas frontal e traseira foram imagens espelhadas uma da outra, com um alongado dragão característico de Tolkien estampado ao longo da borda inferior, e com um esboço das Montanhas Sombrias estampadas ao longo da borda superior.
Uma vez que as ilustrações foram aprovados para o livro, Tolkien propôs gravuras coloridas também. A editora não cedeu sobre isso, então o escritor fixou suas esperanças na edição americana a ser publicada cerca de seis meses depois. A Houghton Mifflin recompensou essas esperanças com a substituição do frontispício (A Colina: Vila dos Hobbits através da água) na cor e a adição de novas gravuras coloridas: Valfenda, Bilbo acordou com o sol da manhã em seus olhos, Bilbo chega às cabanas dos elfos-jangadeiros e Conversa com Smaug, que apresenta uma maldição anã transcrita na escrita Tengwar inventada por Tolkien, e assinou com duas runas "Þ" e "TH". As ilustrações adicionais mostraram-se tão atraentes que George Allen & Unwin adotaram as gravuras coloridas para a sua segunda edição (com exceção de Bilbo acordou com o sol da manhã em seus olhos).
Diferentes edições foram ilustradas de diversas maneiras. Muitas seguem o esquema original, pelo menos vagamente, mas diversas outras são ilustradas por outros artistas, especialmente as muitas edições traduzidas. Algumas edições mais baratas, especialmente de bolso, não são ilustradas, exceto com os mapas. A edição de 1942 da "The Children's Book Club" inclui as imagens em preto-e-branco, mas sem mapas, uma anormalidade.
A utilização de Tolkien das runas, tanto como artifícios decorativos quanto como sinais mágicos dentro da história, tem sido citada como uma das principais causas para a popularização de runas dentro da "Nova Era" e da literatura esotérica, decorrente da popularidade de Tolkien com os elementos da contracultura da década de 1970.

## Gênero
O Hobbit possui sinais dos modelos narrativos da literatura infantil, como mostrado pelo seu narrador onisciente e personagens com que as crianças possam se relacionar — como o pequeno, obcecado por comida, e moralmente ambíguo Bilbo. O texto enfatiza a relação entre o tempo e o progresso narrativo, e distingue abertamente "seguro" de "perigoso" em sua geografia. Ambos são elementos-chave dos trabalhos destinados a crianças, como é o "casa-longe de-casa" (ou lá e de volta outra vez), estrutura de enredo típica do Bildungsroman. Embora Tolkien mais tarde afirmasse que não gosta do aspecto da voz narrativa dirigida diretamente ao leitor, a voz narrativa contribuiu significativamente para o sucesso do romance. Emer O'Sullivan, em seu livro Comparative Children's Literature, observa O Hobbit como parte de um punhado de obras infantis que têm sido aceitas na literatura popular — ao lado de O Mundo de Sofia (1991) do norueguês Jostein Gaarder, e da série Harry Potter (1997-2007) da britânica J. K. Rowling.
Tolkien idealizou O Hobbit como um conto de fadas e escreveu-o num tom adequado para abordar crianças, embora tenha dito mais tarde que o livro não foi escrito especificamente para esse público, mas que havia sido criado a partir do seu interesse em mitologias e lendas épicas. Muitas das críticas iniciais referem-se à obra como um conto de fadas. No entanto, de acordo com o que Jack Zipes escreveu em The Oxford Companion to Fairy Tales, Bilbo é um personagem atípico para um conto de fadas. O trabalho é muito mais do que o ideal proposto por Tolkien em seu ensaio Sobre Histórias de Fadas. Vários temas de contos de fada — tais como a repetição de eventos similares vistos na chegada dos anões às casas de Bilbo e Beorn — e temas folclóricos — como trolls voltando para a pedra —, podem ser encontrados na história. O Hobbit está em conformidade com o tema-modelo 31 de Vladimir Propp de contos populares apresentado em sua obra de 1928 Morphology of the Folk Tale, com base em uma análise estruturalista do folclore russo.
O livro é popularmente chamado (e muitas vezes comercializado como) de romance de fantasia — semelhante a Peter Pan e Wendy de J. M. Barrie e The Princess and the Goblin de George MacDonald, os quais influenciaram Tolkien e contém elementos de fantasia —, e é primeiramente identificado como sendo literatura infantil. Os dois gêneros não são mutuamente exclusivos, então algumas definições de alta fantasia incluem obras para crianças de autores como L. Frank Baum e Lloyd Alexander ao lado das obras de Gene Wolfe e Jonathan Swift, que são mais frequentemente consideradas literatura adulta. O Hobbit tem sido chamado de "a mais popular de todas as fantasias do século XX escrita para crianças". Possivelmente, no entanto, considera-se que o livro é um romance infantil apenas no sentido de que ele apela para a criança dentro de um leitor adulto. Sullivan credita a primeira publicação de O Hobbit como um passo importante no desenvolvimento da Alta Fantasia, e dá créditos adicionais às estreias em brochura na década de 1960 de O Hobbit e O Senhor dos Anéis como essenciais para a criação de um mercado de massa para a ficção deste tipo, bem como o status de gênero de fantasia atual.

## Estilo
A prosa de Tolkien é despretensiosa e simples, tomando como dada a existência de seu mundo imaginário e descrevendo os detalhes de uma forma prosaica, embora muitas vezes introduzindo o novo e o fantástico de um modo quase casual. Este estilo realista, também encontrado mais tarde em obras de fantasia como Watership Down, de Richard Adams, e The Last Unicorn, de Peter S. Beagle, aceita os leitores no mundo ficcional, ao invés de bajulá-los ou tentar convencê-los de sua realidade. Enquanto O Hobbit está escrito em uma linguagem simples e amigável, cada um de seus personagens tem uma voz única. O narrador, que às vezes interrompe o fluxo narrativo com digressões (um dispositivo comum às literaturas infantil e anglo-saxônica), tem seu próprio estilo linguístico separado daquelas dos personagens principais.
A forma básica da história é a de uma busca, contada em episódios. Na maior parte do livro, cada capítulo apresenta um habitante diferente das Terras Ermas, alguns úteis e amigáveis para os protagonistas, e outros ameaçadores ou perigosos. No entanto, em geral é mantido o tom despreocupado, sendo intercalado com canções e humor. Um exemplo do uso da música para manter o tom é quando Thorin e companhia são sequestrados por orcs, que, enquanto os levam em marcha para o submundo, cantam:
Bate! Estala! a fenda negra!
Aperta, agarra! Belisque, prenda!

E descendo descendo para a cidade-orc
Você vai, meu rapaz!
Este canto onomatopeico enfraquece a cena perigosa com um senso de humor. Tolkien alcança equilíbrio de humor e perigo por outros meios também, como visto no tolo e cockney dialeto dos trolls e na embriaguez dos elfos captores. A forma geral — de uma viagem em terras estranhas, contada com um estado de espírito alegre e intercalado com canções — pode estar seguindo o modelo de The Icelandic Journals de William Morris, uma importante influência literária sobre Tolkien.
O romance baseia-se no conhecimento de Tolkien sobre literatura histórica, mitos e linguagens norte-europeias. Os nomes de Gandalf e de todos, exceto um, dos treze anões foram tomados diretamente a partir do poema Völuspá da Edda Poética. Várias das ilustrações do autor (incluindo o mapa dos anões, o frontispício e a sobrecapa) fazem uso de runas anglo-saxônicas. Os nomes dos corvos amigos do anões também são derivados do nórdico antigo para corvo e torre, mas seus personagens são diferentes do típico guerra-carniça da antiga literatura nórdica e anglo-saxônica. Tolkien, entretanto, não está simplesmente copiando fontes históricas para obter este efeito: os estilos linguísticos, especialmente a relação entre o moderno e o antigo, foram vistos como um dos principais temas explorados pela história.

## Análise crítica

### Temas
A evolução e o amadurecimento do protagonista Bilbo Bolseiro é o tema principal da história. Este caminho de maturação, onde Bilbo ganha um claro sentido de identidade e confiança no mundo exterior, pode ser visto como um Bildungsroman, ao invés de uma busca tradicional.

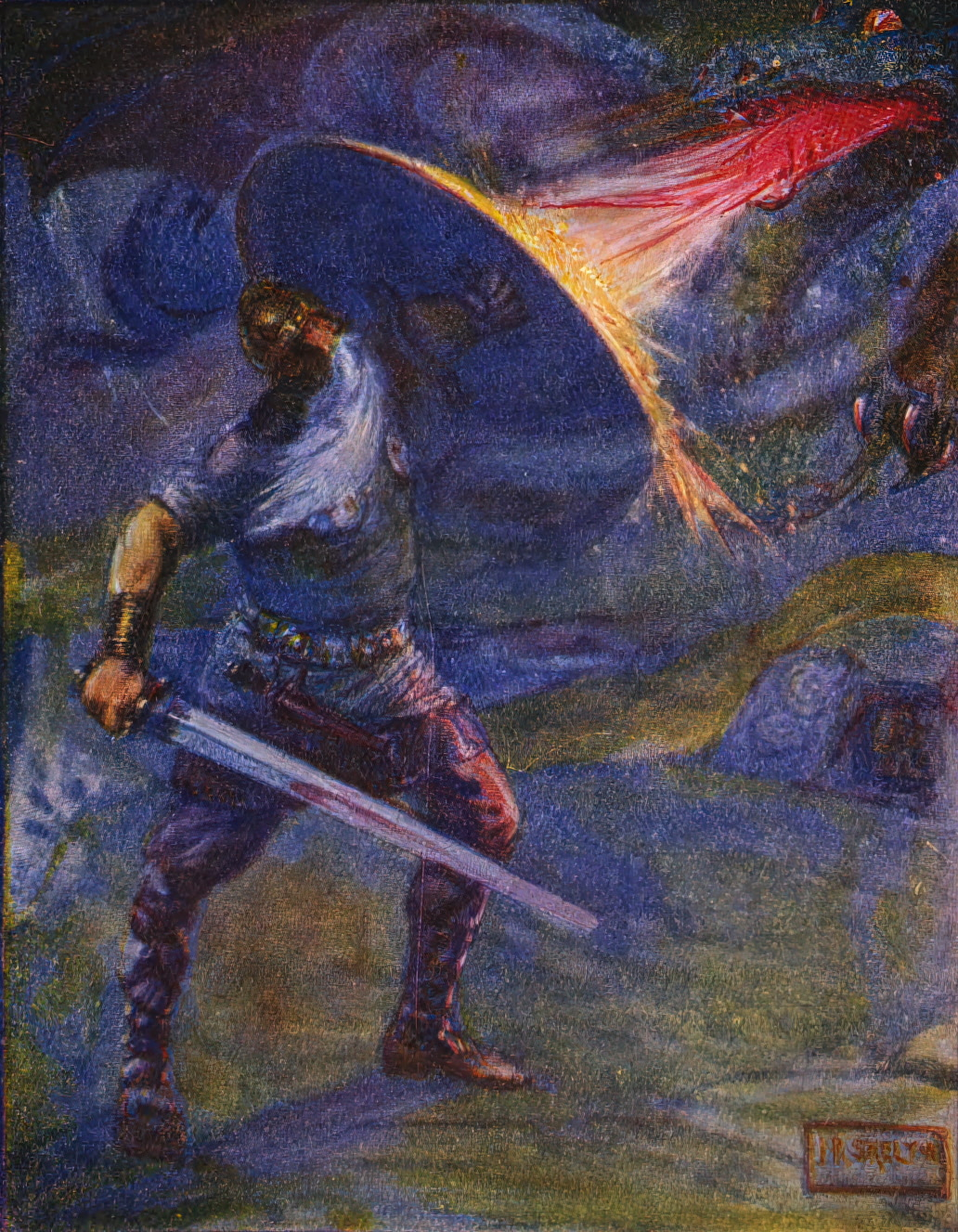
Alguns elementos em O Hobbit apresentam semelhanças com o poema Beowulf. Acima, Beowulf enfrenta o dragão em uma ilustração de J. R. Skelton para uma versão infantil do livro chamada Stories of Beowulf, de 1908.

O conceito junguiano de individuação também se reflete através deste tema de crescente maturidade e capacidade, com o autor contrastando o crescimento pessoal de Bilbo contra o desenvolvimento preso dos anões. Assim, enquanto Gandalf exerce uma influência paternal em relação a Bilbo no início, é Bilbo que gradualmente assume a liderança do grupo — um fato que os anões poderiam não suportar reconhecer. A analogia do "submundo" e do herói voltando de lá com um benefício (como o Anel, ou lâminas élficas) que beneficia a sua sociedade é visto como algo que se adequa aos míticos arquétipos da iniciação e da passagem masculina da infância para a fase adulta, conforme descrito por Joseph Campbell.  É possível comparar o desenvolvimento e crescimento de Bilbo em relação a outros personagens para os conceitos de realeza íntegra versus realeza pecaminosa derivados do manual Ancrene Wisse (sobre o qual Tolkien havia escrito em 1929) e uma compreensão cristã do poema épico Beowulf. Características e elementos específicos do enredo em O Hobbit que mostram semelhanças com Beowulf incluem o título de "ladrão" do protagonista — como Bilbo é chamado por Gollum e mais tarde também pelo dragão Smaug —, o caminho subterrâneo para a montanha, e a personalidade de Smaug que leva à destruição da Cidade do Lago.
A superação da ganância e do egoísmo tem sido vista como a moral central da história. Embora a ganância seja um tema recorrente no romance — com muitos dos episódios decorrentes de um ou mais simples desejos por alimento dos personagens (sejam eles trolls se alimentarem dos anões ou anões comendo tarifas dos Elfos da Floresta) ou um desejo de belos objetos, tais como ouro e joias, — é apenas pela influência da Pedra Arken sobre Thorin que a ganância, e os vícios de "cobiça" e "malignidade" que a acompanham, vem plenamente à tona na história e fornece o cerne moral do conto. Bilbo rouba a Pedra Arken — a relíquia mais antiga dos anões — e tenta usá-la com Thorin visando restabelecer a paz. No entanto, Thorin considera o hobbit um traidor, desconsiderando todas as promessas e os serviços que ele havia prestado anteriormente. No final, Bilbo dá a pedra preciosa e uma grande parte de sua porção do tesouro para ajudar aqueles em maior necessidade. Tolkien também explora o tema das joias que inspiram intensa cobiça e que corrompe aqueles que as cobiçam em O Silmarillion, e há conexões entre as palavras "Arkenstone" e "Silmaril" em etimologias inventadas de Tolkien.
O Hobbit emprega temas do animismo. Um conceito importante em antropologia e desenvolvimento infantil, o animismo é a ideia de que todas as coisas, inclusive objetos inanimados e eventos naturais, como tempestades ou bolsas, bem como as coisas vivas, como animais e plantas, possuem inteligência semelhante à humana. John D. Rateliff chama isso de "tema Doctor Dolittle" em The History of the Hobbit, e cita o grande número de animais falantes como um indicativo desse tema. Estas criaturas falantes incluem corvos, aranhas e o dragão Smaug, juntamente com os trolls e elfos antropomórficos. Patrick Curry observa que o animismo é encontrado também em outras obras de Tolkien, e menciona as "raízes das montanhas" e "pés de árvores" em O Hobbit como uma mudança linguística no nível do inanimado para animado. Tolkien viu a ideia de animismo como intimamente ligada ao surgimento da linguagem e mito humanos: "... Os primeiros homens a falar de 'árvores e estrelas' viram coisas muito diferentes. Para eles, o mundo estava vivo com seres mitológicos... para eles, toda a criação foi 'miticamente tecida e élficamente modelada'."

### Interpretação
O Hobbit pode ser visto como uma exposição criativa do trabalho teórico e acadêmico de Tolkien. Temas encontrados na antiga literatura anglo-saxônica, e especificamente no poema Beowulf, têm uma forte presença na definição do mundo antigo em que Bilbo entrou. Tolkien, um talentoso conhecedor de Beowulf, afirmou que o poema estava entre suas "fontes mais valiosas" ao escrever O Hobbit. Tolkien é creditado como sendo o primeiro crítico a discorrer sobre Beowulf como uma obra literária com valor além do meramente histórico, e sua palestra de 1936 intitulada Beowulf: The Monsters and the Critics ainda é leitura obrigatória para estudantes de anglo-saxão. O poema Beowulf contém vários elementos que Tolkien emprestou para O Hobbit, incluindo um dragão monstruoso e inteligente. Certas descrições em O Hobbit parecem ter sido levantadas diretamente de Beowulf com alguma pequena reformulação, como quando cada dragão estende o seu pescoço para farejar intrusos. Da mesma forma, as descrições de Tolkien sobre o covil ser acessado através de uma passagem secreta num espelho é semelhante à Beowulf. Tolkien refinou partes do enredo de Beowulf que ele parece ter encontrado de forma menos satisfatoriamente descritas, como detalhes sobre o copo do ladrão e o intelecto e personalidade do dragão.
Outra influência anglo-saxônica é o aparecimento de denominadas lâminas de renome, adornadas em runas. É fazendo uso de sua lâmina élfica que vemos Bilbo finalmente tomando sua primeira ação independente e heroica. Ao nomear a lâmina como "Ferroada", vemos a aceitação de Bilbo dos tipos de práticas culturais e linguísticos encontrados em Beowulf, significando sua entrada no mundo antigo em que ele se encontrava. Esta progressão culmina em Bilbo roubar um copo do tesouro do dragão, despertando-lhe a ira, um incidente diretamente espelhado em Beowulf, e uma ação inteiramente determinada por padrões narrativos tradicionais. Como Tolkien escreveu: "... O episódio do roubo surgiu naturalmente (e quase inevitavelmente) a partir das circunstâncias. É difícil pensar em qualquer outra forma de conduzir a história neste momento. Imagino que o autor de Beowulf diria o mesmo".
Como no enredo e no cenário, Tolkien traz suas teorias literárias ao formar personagens e suas interações. Ele retrata Bilbo como um moderno anacronismo explorando um mundo essencialmente antigo. Bilbo é capaz de negociar e interagir dentro deste mundo antigo porque linguagem e tradição estabelecem conexões entre os dois mundos. Por exemplo, os enigmas de Gollum são tomados a partir de antigas fontes históricas, enquanto as de Bilbo vêm de livros infantis modernos. É a forma do jogo de enigmas, familiar para ambos, que permite que Gollum e Bilbo envolvam um ao outro, ao invés do conteúdo das charadas em si. Essa ideia de contraste superficial entre o estilo de linguagem individual dos personagens, timbre e esfera de interesses, levando a uma compreensão mais profunda da união entre o antigo e o moderno, é um tema recorrente em O Hobbit.
Smaug é o principal antagonista. De muitas maneiras o episódio de Smaug reflete e faz referência ao dragão de Beowulf e Tolkien usa-o para colocar em prática algumas das inovadoras teorias literárias que desenvolveu sobre o poema anglo-saxão e sua representação medieval do dragão como tendo inteligência bestial. Tolkien prefere grandemente este tema sobre a antiga tendência medieval de utilizar o dragão como uma figura simbólica ou alegórica, como na lenda de São Jorge. Smaug, o dragão com seu tesouro em ouro, pode ser visto como um exemplo da relação tradicional entre mal e metalurgia como coligidos na representação do Pandaemonium com seu "fogo e fumaça rolante" em Paraíso Perdido de John Milton. De todos os personagens, a fala de Smaug é a mais moderna, usando expressões como "Não deixe que sua imaginação tome conta de você!".
Uma vez que as teorias literárias de Tolkien têm sido vistas a influenciar a trama, o livro possui experiências do escritor. O Hobbit pode ser lido como uma parábola de Tolkien da Primeira Guerra Mundial, com o herói sendo arrancado de sua casa rural e jogado em uma guerra distante, onde os tipos tradicionais de heroísmo são mostrados como fúteis. O conto, como tal, explora o tema do heroísmo. Como observa Janet Croft em um artigo sobre Tolkien, a reação literária de Tolkien para a guerra neste momento difere da maioria dos escritores pós-guerra, abstendo-se a ironia como um método para distanciar acontecimentos ao invés de usar a mitologia para mediar suas experiências. Semelhanças com obras de outros escritores que enfrentaram a Grande Guerra são vistas em O Hobbit, inclusive retratando a guerra como antipastoral: as terras de "A desolação de Smaug" — área sob influência de Smaug antes de sua morte e posteriormente cenário da batalha dos Cinco Exércitos — são descritas como paisagens estéreis, danificadas. O Hobbit faz uma advertência contra a repetição das tragédias da I Guerra Mundial, e atitude de Tolkien como um veterano pode muito bem ser resumida pelo comentário de Bilbo: "A vitória depois de tudo, suponho! Bem, parece um negócio muito triste".

## Traduções
Após seu lançamento, o romance logo atraiu a atenção de editoras estrangeiras. No verão de 1938, pouco antes do início da Segunda Guerra Mundial, a editora alemã Rutten & Loening, desejando publicar O Hobbit em seu país, escreveu a Tolkien para perguntar sobre suas possíveis origens judaicas. Achando as leis de segregação nazistas "loucas" e sua doutrina racial "totalmente perniciosa e não-científica", Tolkien escreveu a seu editor para que ele sinalizasse sua rejeição de qualquer tradução alemã nestas condições. A eclosão da Segunda Guerra implica o abandono deste projeto, para o desgosto de Tolkien, que tinha uma aposta com seu filho mais velho sobre a tradução da famosa primeira frase do romance.
A primeira tradução de O Hobbit em uma língua estrangeira foi sueca, publicada em 1947. Tolkien fica muito chateado, afirmando que "haviam tomado liberdades injustificáveis com o texto", inclusive traduzindo a palavra hobbit por hompen. Duas outras traduções suecas foram editadas mais tarde, em 1962 e novamente em 1971. Contudo, o sucesso de O Senhor dos Anéis, incentiva editores estrangeiros a publicar traduções de O Hobbit: entre as primeiras lançadas enquanto Tolkien ainda estava vivo, há aquelas em alemão (1957), em holandês (1960), em polonês (1960), em português (1962), em espanhol (1964), em japonês (1965), em dinamarquês (1969 , em francês (1969), em norueguês (1972), em finlandês (1973), em italiano (1973) e em eslovaco (1973). Poucos meses antes de sua morte, Tolkien soube que uma tradução islandesa estava sendo preparada, uma novidade que o encheu de alegria, mas essa tradução não vem antes de 1978. Ao todo, O Hobbit foi traduzido para mais de quarenta idiomas, com mais de uma versão publicada para algumas línguas.
Em Portugal, a primeira edição do romance foi lançada pela Livraria Civilização em 1962 sob o título O Gnomo, com tradução de Maria Isabel Morna Braga e Mário Braga; o livro foi reeditado em 1985 pela editora Europa-América com o nome O Hobbit (Considerando a rejeita do autor do livro pela adaptação do termo "Hobbit" para "Gnomo" e outras adaptações realizadas pela tradução anterior), traduzido desta vez por Fernanda Pinto Rodrigues. Por sua vez, a primeira edição brasileira da obra foi lançada em 1976 pela Artenova, com tradução de Luiz Alberto Monjardim; uma nova tradução, feita por Lenita Maria Rímoli Esteves e Almiro Pisetta, foi publicada no país em 1995 pela Martins Fontes.
No Brasil uma edição traduzida de O Hobbit foi publicada de maneira irregular pela editora Artenova em 1976, com tradução até hoje criticada pelos próprios fãs por escolhas de adaptação questionáveis ou "jocosas". Com o encerramento das atividades da editora, a WMF Martins Fontes passou a publicar o título a partir de 1995. Todavia com o encerramento desta, desde 2019 a editora Harper Collins é a detentora dos direitos de publicação no país.

## Recepção
À época de seu lançamento, a maioria dos comentários da crítica literária sobre O Hobbit foram positivos tanto no Reino Unido quanto nos Estados Unidos. Muitos deles continuaram a publicidade realizada pela Allen & Unwin, que havia comparado o livro com Alice no País das Maravilhas e do outro lado do espelho, dois romances do inglês Lewis Carroll. No entanto, Tolkien não gostou da comparação e a referência desapareceu na segunda edição de 1965.

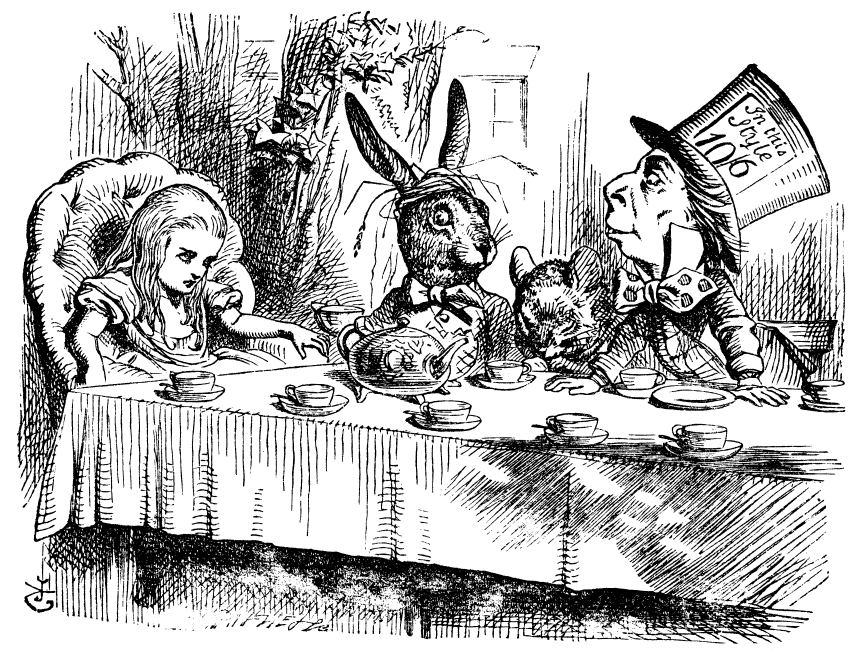
Ilustração de Alice no País das Maravilhas (1865) feita por John Tenniel. Em sua primeira edição, O Hobbit foi comparado a esta obra pela editora Allen & Unwin.

O escritor britânico C. S. Lewis (amigo de Tolkien e autor da série de fantasia As Crônicas de Nárnia), publicou duas críticas anônimas no suplemento literário do jornal inglês The Times e no The Times em si, em que elogiou tanto o romance quanto Tolkien e previu o futuro sucesso da obra, escrevendo:
A verdade é que neste livro uma série de coisas boas, nunca antes unidas, chegaram juntas: um fundo de humor, uma compreensão de crianças, e uma fusão feliz do erudito com a compreensão de mitologia do poeta... O professor deu um ar de não inventar nada. Ele estudou trolls e dragões em primeira mão e os descreveu com essa fidelidade que é equivalente a oceanos de simplista "originalidade".
Lewis ainda colocou O Hobbit ao lado de obras como Flatland, Phantastes, e O Vento nos Salgueiros. W. H. Auden, em sua análise da sequência The Fellowship of the Ring, chamou o romance de "uma das melhores histórias para crianças deste século". Ele também obteve boas críticas na revista Horn Book Magazine por parte da editora Bertha E. Mahony e da colunista Anne Carroll Moore, enquanto William Rose Benét chamou-o de "fantasia esplêndida" no Saturday Review of Literature. No jornal norte-americano The New York Times, Anne T. Eaton descreve-o como "um conto de fadas recontando uma grande aventura, cheio de suspense e temperado com um humor irresistível bastante tranquilo" e considerou-o um dos melhores livros infantis publicados naquele momento.
Entretanto, alguns comentários negativos ainda aparecem. Para o Junior Bookshelf, as peripécias enfrentadas por Bilbo "de alguma forma davam a impressão de serem retrocessos deliberados e não de acontecimentos naturais". O Hobbit foi nomeado à Medalha Carnegie e também recebeu um prêmio do jornal norte-americano New York Herald Tribune de melhor ficção juvenil do ano (1938). Mais recentemente, ele foi reconhecido como "o mais importante romance do século XX (para leitores mais velhos)" na lista Children's Books of the Century poll in Books for Keeps.
A publicação da sequência O Senhor dos Anéis alterou a opinião de muitos críticos da obra. Ao invés de abordar O Hobbit como um livro infantil com méritos próprios, críticos aceitaram a ideia de que o romance seria um "prelúdio", relegando a história a um teste para o trabalho posterior. Combatendo esta interpretação estão aqueles que dizem que, nesta abordagem, perde-se muito do valor do original como uma obra infantil e de Alta Fantasia por direito, e que desconsidera-se a influência do romance sobre esses gêneros. Comentaristas como Paul Kocher, John D. Rateliff e C. W. Sullivan incentivam os leitores a tratar as obras separadamente, tanto porque O Hobbit foi concebido, publicado, e recebido de forma independente do trabalho posterior, quanto também para evitar que o leitor venha a ter falsas expectativas de tom e estilo.

## Legado

### O Senhor dos Anéis
Enquanto O Hobbit foi adaptado e elaborado de muitas maneiras, sua continuação, O Senhor dos Anéis, é considerado seu principal legado. As tramas compartilham a mesma estrutura básica, progredindo na mesma ordem: as histórias começam em Bolsão, na casa de Bilbo Bolseiro, Gandalf envia os protagonistas em uma missão para o leste; Elrond fornece refúgio e conselhos; os aventureiros escapam das criaturas subterrâneas (Cidade dos orcs/Moria); eles se envolvem em outro grupo de elfos (Floresta das Trevas/Lothlórien); atravessam uma região desolada (Desolação de Smaug/os pântanos Mortos); lutam em uma batalha enorme, um descendente de reis é restaurado ao seu trono ancestral (Bard/Aragorn) e quando o hobbit volta para casa, ele encontra uma situação alterada (bens leiloados/industrialização do Condado por Saruman).
O Senhor dos Anéis, no entanto, tem um enredo muito mais complexo, devido ao maior número de personagens. Tolkien escreveu a história com menos humor e os temas morais e filosóficos foram mais desenvolvidos. As diferenças entre as duas obras podem ser perturbadoras para alguns leitores. Muitas das diferenças temáticas e estilísticas surgiram porque Tolkien escreveu O Hobbit como uma história para crianças, e O Senhor dos Anéis para o mesmo público, que posteriormente tinha crescido desde a sua publicação. Além disso, o conceito de Tolkien sobre a Terra-média mudava continuamente e lentamente foi evoluindo ao longo de sua vida.

### Na educação
O estilo e os temas do livro têm sido vistos a ajudar a ampliar a alfabetização precoce de leitores jovens, preparando-os para abordar as obras clássicas de escritores ingleses como Charles Dickens e William Shakespeare. Por outro lado, oferecer a leitores mais velhos ficção moderna adolescente não pode exercitar suas habilidades de leitura avançada, enquanto o material pode conter temas mais adequados aos adolescentes. Como um dos vários livros que foram recomendados para meninos entre 11-14 anos para encorajar a alfabetização nessa faixa etária, O Hobbit é promovido como "a original e ainda melhor fantasia já escrita".
Vários guias pedagógicos e livros de estudo foram publicados para ajudar professores e alunos a extrair mais do romance. O Hobbit introduz conceitos literários, nomeadamente a alegoria, para jovens leitores, uma vez que o trabalho tem sido visto como tendo aspectos alegóricos que refletem a vida e a época de seu autor. Entretanto, o próprio Tolkien rejeitou uma leitura alegórica da obra. Esta tensão pode ajudar a introduzir os leitores a interpretações de leitura e escrita, a princípios da Neocrítica e ferramentas críticas da análise freudiana, como a "sublimação", na abordagem de obras literárias.
Outra abordagem crítica tomada em salas de aula tem sido a de propor a insignificância das personagens femininas na história como sexista. Enquanto Bilbo pode ser visto como um símbolo literário de gente pequena de qualquer gênero, uma abordagem consciente de gênero pode ajudar os alunos a estabelecer noções de um "texto socialmente simbólico" onde o significado é gerado por leituras tendenciosas de determinada obra. Por essa interpretação, é irônico que a primeira adaptação autorizada de O Hobbit tenha sido uma produção teatral de uma escola para meninas.

### Adaptações

Gollum ilustrado em 1989, numa história em quadrinhos adaptada por David Wenzel.

O Hobbit já foi adaptado para diversos meios de comunicação, e muitas vezes. A primeira adaptação autorizada do romance apareceu em março de 1953: uma montagem teatral da escola St. Margaret's School, de Edimburgo.
A primeira adaptação cinematográfica do livro foi um filme de doze minutos com fotos de desenhos animados, encomendado a Gene Deitch por William L. Snyder em 1966, conforme relatado pelo próprio Deitch. Este filme foi exibido publicamente em Nova York. Em 1969 (mais de 30 anos após a primeira publicação), Tolkien vendeu o filme e os direitos de merchandising de O Hobbit para o estúdio americano United Artists sob um acordo que estipula um montante fixo de dez mil libras mais um royalty de 7,5% depois dos custos, a pagar à Allen & Unwin e ao autor. Em 1976 (três anos após a morte do Tolkien), a United Artists vendeu os direitos à Saul Zaentz Company, que faz negócios comerciais sob o nome Tolkien Enterprises. Desde então, todas as adaptações "autorizadas" têm sido assinadas pela Tolkien Enterprises. Em 1997, a Tolkien Enterprises licenciou os direitos cinematogáficos para a Miramax, que os atribuiu, em 1998, à New Line Cinema. Os herdeiros de Tolkien, incluindo seu filho Christopher, entraram com uma ação contra a New Line Cinema, em fevereiro de 2008, que visa o pagamento de lucros e ter "o direito a cancelar... todos os direitos futuros da New Line... para produzir, distribuir e/ou explorar futuros filmes baseados na Trilogia e/ou os filmes... e/ou... filmes baseados em O Hobbit".
A rádio britânica BBC Radio 4 fez uma série dramática de O Hobbit; era uma adaptação de Michael Kilgarriff, transmitida em oito partes (quatro horas no total) de setembro a novembro de 1968. Foi estrelada por Anthony Jackson como o narrador, Paul Daneman como Bilbo e Carvic Heron como Gandalf. A série foi lançada em fita cassete em 1988 e em CD em 1997.
O Hobbit, uma versão animada da história produzida por Rankin/Bass, estreou como um filme de televisão nos Estados Unidos em 1977. Em 1978, Romeo Muller ganhou um prêmio Peabody Award por seu roteiro para O Hobbit. O filme também foi indicado para o Prêmio Hugo de Melhor Apresentação Dramática, mas perdeu para Star Wars. A adaptação tem sido chamada de "execrável" e confusa para quem não está familiarizado com o enredo. Uma adaptação cinematográfica dividida em três partes está sendo co-produzida pela Metro-Goldwyn-Mayer e pela New Line Cinema, produzida e dirigida por Peter Jackson. Intitulados An Unexpected Journey, The Desolation of Smaug e The Battle of the Five Armies, os longas-metragens foram lançados em 14 de dezembro de 2012, 13 de dezembro de 2013 e 11 de dezembro de 2014, respectivamente. Martin Freeman retrata Bilbo nos filmes.
Uma adaptação em quadrinhos em três partes com roteiro de Chuck Dixon e Sean Deming e ilustrada por David Wenzel foi publicada pela Eclipse Comics em 1989. Em 1990 uma edição em volume único foi lançada pela Unwin Paperbacks. A arte da capa era do ilustrador original David Wenzel. Uma reimpressão em um único volume foi lançada pela Del Rey Books em 2001. Sua capa, ilustrada por Donato Giancola, foi premiada com o Association of Science Fiction Artists Award for Best Cover Illustration em 2002.
ME Games Ltd (anteriormente Middle-earth Play-by-Mail), que ganhou vários prêmios Origin Awards, utiliza a Batalha dos Cinco Exércitos como um cenário introdutório para uma versão completa do jogo e inclui personagens e exércitos do livro.
Vários jogos de computador e videogames, ambos licenciados e não licenciados, têm sido baseados na história. Um dos mais bem-sucedidos foi The Hobbit, um premiado jogo de computador lançado em 1982 pela Beam Software, e lançado pela Melbourne House com compatibilidade para a maioria dos computadores disponíveis na atualidade. Uma cópia do livro foi incluída em cada pacote do jogo. O jogo não reconta a história, mas se coloca ao lado dela, usando tanto a narrativa quanto a estrutura do romance para motivar a jogabilidade. Ele ganhou o Golden Joystick Award na categoria Jogo de Estratégia do Ano em 1983 e foi responsável por popularizar a expressão "Thorin sits down and starts singing about gold".

### Mercado de colecionadores
Embora dados confiáveis sejam difíceis de se obter, estima-se que as vendas globais de O Hobbit decorram entre 35 e 100 milhões de cópias desde 1937. No Reino Unido, o romance ainda não se retirou dos cinco mil melhores livros da Nielsen BookScan desde 1995, quando o índice começou — atingindo um aumento de três anos nas vendas, passando de 33 084 (em 2000) para 142 541 (em 2001), e 126 771 (em 2002) para 61 229 (em 2003), classificando-se na 3 ª posição da "lista de livros perenes" da Nielsen. A popularidade duradoura de O Hobbit também fez suas antigas impressões atrativas para colecionadores de itens; a primeira edição em língua inglesa pode ser vendida entre seis mil e vinte mil libras em um leilão, embora o preço de uma primeira edição assinada tenha atingido mais de sessenta mil libras.

## Filmes
1. O Hobbit: Uma Jornada Inesperada
2. O Hobbit: A Desolação de Smaug
3. O Hobbit: A Batalha dos Cinco Exércitos